# Matejovce pri Poprade
Matejovce pri Poprade – stacja kolejowa w dzielnicy Maciejowce, w miejscowości Poprad, w powiecie Poprad, w kraju preszowskim, na Słowacji. Położona jest na linii nr 185 Poprad-Tatry – Pławiec.

## Historia
Stacja powstała w czasach Austro-Węgier. Początkowo nosiła nazwę Mateócz, natomiast w okresie przynależności do Czechosłowacji Matejovce, Spišské Matejovce, a następnie obecną nazwę.